# Mas Cirés (Argentona)
El Mas Cirés és una masia d'Argentona (Maresme) protegida com a Bé Cultural d'Interès Local.

## Descripció
Masia molt complexa amb moltes construccions annexes.
L'edifici principal té planta baixa i dos pisos, amb teulada a dues vessants amb frontó a la façana, i tres cossos perpendiculars a la façana. Té un portal de mig punt de pedra granítica amb 13 dovelles, tres finestres al pis i una finestra al segon pis.
A tramuntana hi ha un edifici annex de dos cossos, de planta baixa i pis, un amb teulada dues vessants amb frontó a la façana i l'altre amb frontó lateral, amb un portal quadrat i amb finestres de pedra.
El subsòl també està protegit mitjançant la fitxa Q2-09 del Catàleg de patrimoni arquitectònic, arqueològic, paisatgístic i ambiental.